# لولبية بقعية
لولبية بقعية (بالإنجليزية: Treponema carateum)‏ هي نوع من البكتيريا الملتوية ضمن جنس اللولبية، حيثُ تسبب الزهري المستوطن، وهو أحد الأمراض الذي تؤثر بشدة على الجلد. الأطفال الذين يعيشون في البلدان الأمريكية الاستوائية يعتبرون الأكثر عرضة للخطر للإصابة بها.